# Pierre Puttemans
Pour les articles homonymes, voir Puttemans.
Pierre Puttemans (né à Uccle le 20 février 1933, mort le 16 août 2013 à Bruxelles) est un architecte, urbaniste, poète, essayiste et critique d'art et d'architecture. Son travail est qualifié de post-surréaliste.

## Biographie
Pierre Puttemans naît le 20 février 1933 à Uccle. Son père, Robert Puttemans (1902-1978), est architecte et diplômé de L'académie Royale des Beaux-Arts, sa mère, Hélène Tartakowski (1911-1990) est historienne d'art, elle a fait des études aux Musées Royaux d'Art et d'Histoire. 
Après des études secondaires à l'Athénée Royal d'Uccle 1, le jeune Pierre Puttemans commence à étudier l'architecture à La Cambre, où, comme son père,  il enseigne dès la fin de ses études. Outre l'architecture, il étudie aussi l'urbanisme. La séparation des enseignements de l'art et de l'architecture en 1976 le pousse à enseigner l'histoire de l'architecture à l'École nationale supérieure des arts visuels (ENSAV). 
Architecte actif, il se spécialise dans les bâtiments publics. Les bibliothèques de Nivelles et de Riches-Claires, le Centre de Traumatologie et de réadaptation de l'hôpital Brugmann et le nouveau Théâtre de Poche, salle de spectacle bruxelloise, figurent parmi ses réalisations. Il enseigne aussi au sein de l'Institut Supérieur d'Urbanisme et de Rénovation Urbaine (ISURU) où il dirigera l'atelier d'urbanisme, et devient membre de la Commission royale des monuments et des sites (CRMS) de la Région de Bruxelles capitale de 1989 à 2008.
Parallèlement, il développe une carrière de poète et publie régulièrement des recueils de poésie surréaliste. Il crée avec six autres poètes les Sept Types en Or et la revue Phantomas qui fut, avec la revue Temps mêlés d’André Blavier et le Daily-Bul, l’une des émanations de la Belgique sauvage post-surréaliste. Les recueils Basse-cour, Facéties et Le Monomotapa comptent parmi ses derniers ouvrages de poésie.
Pendant plusieurs années dans les années soixante et septante, il collabore régulièrement aux pages cultures des Cahiers Marxistes, il écrit une rubrique dans Clés pour les Arts, et dans de nombreuses autres revues de critiques d'art, de poésie, d'animations de la vie culturelle bruxelloise.
En 1990, Pierre Puttemans publie au Préambule son seul roman: La Constellation du Chien qui, inspiré par l'observation de son propre chien, démontre qu'en fait le chien est une matérialisation de Dieu. Le livre est réédité en 2015 dans la collection Espace Nord avec une préface de Laurent Dumoulin, un choix de textes poétiques et une biographie écrite par sa fille Marianne. "Attention ! Ton maî-maître s’en va sans toi ! Je me retourne: mon chien – si on peut appeler ça un chien – regarde la boulangère, de la façon que je connais bien: coupable, implorant, innocent, le tout à la fois. J’attends. Je médite. Me voilà maîmaître. Qui suis-je ? Grave question. On m’a reconnu, jusqu’à présent, quelques qualités (au sens où l’entend Musil). On m’a pourvu de titres. On m’a appelé monsieur, confrère, jeune homme (il y a longtemps) et même sergent. Maî-maître, jamais. C’est une promotion" Avec ce roman, Pierre Puttemans démontre que le philosophe et l'humoriste sont souvent une seule et même personne.
Outre la poésie, Pierre Puttemans est l'auteur d'une Histoire de l'architecture moderne en Belgique, et de monographies sur l'architecte de l'art nouveau Henry Van de Velde, livre qu'il co-écrit avec Léon Ploegaerts, architecte, urbaniste et géographe attaché à l'Université de Montréal. Il écrit également une belle monographie sur l'architecte Philippe Samyn, de même qu'un guide de l'architecture à Bruxelles avec Jacques Aron et Patrick Burniat, et de très nombreux articles sur l'architecture, les livres d'architecture, la critique d'art et d'architecture dans diverses revues comme A+, les Cahiers Marxistes, le Drapeau Rouge, la Biographie Nationale, etc.
Il épouse en 1963 l'écrivain et psychanalyste Jacqueline Harpman dont il aura deux filles: Marianne née en 1963 et devenue professeur d'histoire de l'architecture à la faculté d'architecture de l'ULB et Toinon née en 1965 et professeur de mathématique et de physique à l'Académie Royale des Beaux-Arts (ARBA).
Pour Jacqueline Harpman, il réinvente un plan pour la maison Delune située au coin de l'avenue Roosevelt et de l'avenue de l'Orée à Bruxelles, dans laquelle il imagine pour le roman Le Bonheur dans le Crime, des passages et des étages secrets. Cette collaboration aboutira au sauvetage de la maison en question dont l'extérieur sera classé en 1994.
Pierre Puttemans meurt à Bruxelles le 16 août 2013 .
Ses filles ont, selon son souhait, déposé l'ensemble de ses archives poétiques aux Archives du Daily-Bul à La Louvière et ses archives d'architecture à l'Université Libre de Bruxelles.

## Poésie
- Les Carnets de Jean Avijl, Editions de Montbliart, 1959
- A Chaque seconde, Editions de Montbliart, 1959
- En ce temps-ci, Bibliothèque Phantomas, 1960
- L’Attagène des Pelleteries, vol. 19, La Louvière, Daily-Bul, coll. « Les Poquettes volantes », 1967, 28 p., agrafées, 13,7 × 10,8 cm, imprimé en typographie 1 couleur (noir) sur papier vergé blanc, couverture en carton jaune imprimée en typographie 1 couleur (noir) (présentation en ligne)L’Attagène des Pelleteries regroupe dix-sept petits textes relativement disparates, tantôt poétiques, oniriques, tantôt surréalistes ou prosaïques.
- Off limits, Bibliothèque Phantomas, 1970
- Un pays de vergers, Editions Phantomas, 1979
- L’Arroseur arrosé, Longueuil, Canada, Le Préambule, 1986
- Les Troglodytes, images de Jacques Jauniaux, Editions Tandem, 1999
- Un iceberg au Congo, photographies d'André Janssens, Editions Tandem, 2003
- Tchizes. 52 quatrains hilarants sur les fromages, St-Quentin-de-Caplong, Atelier de l’agneau, 2004
- Olla Vogala, St-Quentin-de-Caplong, Atelier de l’agneau, 2004
- Le Monomotapa, Bruxelles, Les Arts narratifs, 2010
- Basse-cour, Liège, Le Fram, 2011
- Facéties, St-Quentin-de-Caplong, Atelier de l’agneau, 2013
- La Constellation du Chien, éditions Préambule, 1990 et Espace Nord, 2015